# Mission interministérielle de lutte contre les sectes
La  Mission interministérielle de lutte contre les sectes (MILS) est un organisme de l'État français créé en 1998, ayant comme mission d'observer et de lutter contre le phénomène des sectes. Il a été remplacé en 2002 par la Mission interministérielle de vigilance et de lutte contre les dérives sectaires (Miviludes).

## Historique
La MILS a été instituée auprès du Premier ministre français, dont elle dépend, par un décret du 7 octobre 1998, pour succéder à l'Observatoire interministériel sur les sectes créé en 1996, avec pour objectif d'analyser le phénomène des sectes. Elle avait pour prérogative d'encourager les services publics à anticiper et combattre les actions entreprises par les sectes qui pourraient porter atteinte à la dignité humaine ou menacer l'ordre public.
La MILS a publié chaque année un rapport pointant les défis et enjeux particuliers de la lutte contre les sectes, ainsi que les phénomènes caractérisant et gravitant autour des sectes. Ces rapports furent au nombre de trois (voir la section « Publications de la MILS »).
Depuis sa création, la mission interministérielle a été présidée par Alain Vivien, auteur du premier rapport français sur les sectes en France à la demande du Premier ministre : Les sectes en France : expressions de la liberté morale ou facteurs de manipulations ?, rendu public en 1985. Il a également été président de l'association Centre Roger Ikor contre les manipulations mentales de 1997 à 1998.
Le 28 novembre 2002, un décret du président de la République (abrogeant le précédent décret) annonce que la MILS sera remplacée par la Mission interministérielle de vigilance et de lutte contre les dérives sectaires (Miviludes). L'idée sous-jacente à cette évolution de dénomination et de mission officielle est de court-circuiter les critiques suscitées par Alain Vivien, l'ancien président de la MILS, dont les actions avaient parfois prêté à polémique et qui avait démissionné deux jours après la victoire de l'UMP aux élections législatives de juin 2002.

## Liste des membres

### Conseil d'orientation
Les membres du conseil d'orientation furent nommés par un arrêté du 23 novembre 1998. Un arrêté du 7 février 2001 renouvela certains d'entre eux dans leurs fonctions, tandis que de nouveaux membres furent nommés :
| - Nommés en 1998, renouvelés en 2001 : - Nicolas About (remplacé en 2001 par Éric Doligé) - Jean-Jacques Andrieux - Jean-Pierre Brard - Vincent Daussy - Martine David - Pierre Douniol - Alain Gest - Jean-Jacques Hyest - Serge Lagauche - Jean-Michel Laxalt - Chantal Lebatard - Nathalie Luca - Arlette Montalin - Jean-Pierre Morin - Denis Rapone - Antoine Thiard | - Nommés en 1998, non renouvelés en 2001 : - Jean-Marie Abgrall - Anne Fournier - Daniel Groscolas - Nommés en 2001 : - Claude Azéma - Jean-Pierre Bousquet - Daniel Grunwald - Michel Monroy - Lucien Soubré |

### Groupe opérationnel
À l'origine, le groupe opérationnel comprenait :
- le délégué général à l'Emploi et à la Formation professionnelle et le directeur de l'Action sociale, pour le ministère de l'Emploi et de la Solidarité ;
- le directeur des Affaires criminelles et des Grâces et le directeur de la Protection judiciaire de la jeunesse, pour le ministère de la Justice ;
- le doyen de l'Inspection générale de l'Éducation nationale et le directeur des Affaires juridiques, pour le ministère de l'Éducation nationale, de la Recherche et de la Technologie ;
- le directeur général de la Police nationale et le directeur des Libertés publiques et des Affaires juridiques, pour le ministère de l'Intérieur ;
- le directeur des Nations unies et des Organisations internationales, pour le ministère des Affaires étrangères ;
- le directeur général des Impôts, pour le ministère de l'Économie, des Finances et de l'Industrie ;
- le directeur général de la Gendarmerie nationale, pour le ministère de la Défense ;
- le directeur de la Jeunesse et de la Vie associative, pour le ministère de la Jeunesse et des Sports ;
- le directeur des Affaires politiques, administratives et financières de l'outre-mer, pour le secrétariat d'État à l'Outre-mer.

En 1999 furent ajoutés :
- le directeur général de l'Administration de la Fonction publique, pour le ministère de la Fonction publique, de la Réforme de l'État et de la Décentralisation ;
- le directeur des Affaires stratégiques, de sécurité et du désarmement, pour le ministère des Affaires étrangères.

## Publications de la MILS
- Rapports annuels MILS remis au Premier ministre :
  - Rapport 1999 (format pdf)
  - « Rapport 2000 (format pdf) »(Archive.org • Wikiwix • Archive.is • Google • Que faire ?)
  - Rapport 2001 (format pdf)

- Autres publications :
  - 2001 : Guide de l'éducateur face au sectarisme contemporain (format pdf)
  - 2001 : Le maire et les sectes, en collaboration avec l'Association des maires de France (AMF)